# Kamstål

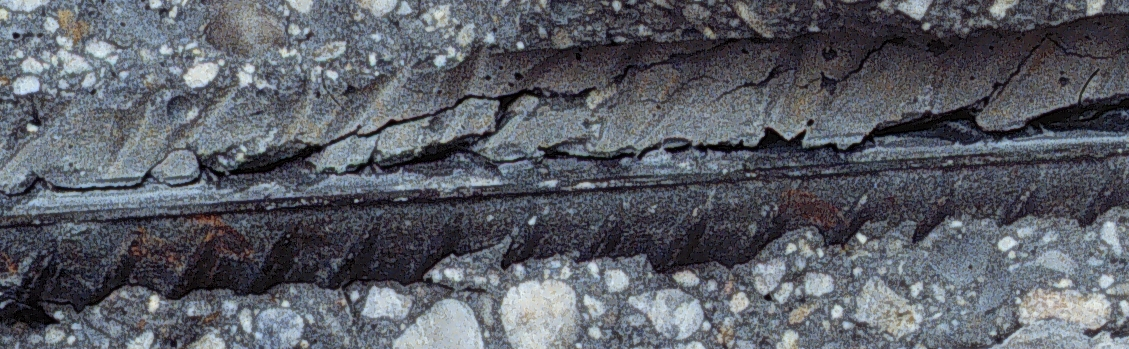
Kamstål delvis ingjutet i betong.

Kamstål, typ av armeringsstål försett med kammar i syfte att öka vidhäftningen mellan betong och armering. Kamstålet utvecklades av stålföretaget Smedjebackens Valsverks AB i samarbete med professor Erling Reinius vid Chalmers tekniska högskola och började marknadsföras 1941.